# Кирьянова (деревня)
Кирьянова — деревня в Чердынском районе Пермского края. Входит в состав Керчевского сельского поселения.

## Географическое положение
Расположена примерно в 3 км к северо-западу от центра поселения, посёлка Керчевский.

## Население
| 2010 |
| ---- |
| 18   |

## Улицы[2]
- Центральная ул.

## Топографические карты
- Лист карты O-40-5 Керчевский. Масштаб: 1 : 100 000. Состояние местности на 1981 год. Издание 1988 г.